# Grande Prêmio da França de 1957
Resultados do Grande Prêmio da França de Fórmula 1 realizado em Rouen-Les-Essarts à 7 de julho de 1957. Quarta etapa da temporada, a prova foi vencida pelo argentino Juan Manuel Fangio.

## Classificação da prova
| Pos. | Nº | Piloto                     | Construtor    | Voltas | Tempo/Diferença  | Grid | Pontos |
| ---- | -- | -------------------------- | ------------- | ------ | ---------------- | ---- | ------ |
| 1    | 2  | Juan Manuel Fangio         | Maserati      | 77     | 3:07:46.4        | 1    | 8      |
| 2    | 10 | Luigi Musso                | Ferrari       | 77     | + 50.8           | 3    | 7      |
| 3    | 12 | Peter Collins              | Ferrari       | 77     | + 2:06.0         | 5    | 4      |
| 4    | 14 | Mike Hawthorn              | Ferrari       | 76     | + 1 volta        | 7    | 3      |
| 5    | 6  | Harry Schell               | Maserati      | 70     | + 7 voltas       | 4    | 2      |
| 6    | 4  | Jean Behra                 | Maserati      | 69     | + 8 voltas       | 2    |        |
| 7    | 24 | Mike MacDowel Jack Brabham | Cooper-Climax | 68     | + 9 voltas       | 15   |        |
| Ret  | 8  | Carlos Menditeguy          | Maserati      | 30     | Motor            | 9    |        |
| Ret  | 18 | Stuart Lewis-Evans         | Vanwall       | 30     | Falha na direção | 10   |        |
| Ret  | 20 | Roy Salvadori              | Vanwall       | 25     | Motor            | 6    |        |
| Ret  | 28 | Herbert MacKay-Fraser      | BRM           | 24     | Transmissão      | 12   |        |
| Ret  | 16 | Maurice Trintignant        | Ferrari       | 23     | Pane elétrica    | 8    |        |
| Ret  | 22 | Jack Brabham               | Cooper-Climax | 4      | Accdente         | 13   |        |
| Ret  | 30 | Horace Gould               | Maserati      | 4      | Semieixo         | 14   |        |
| Ret  | 26 | Ron Flockhart              | BRM           | 2      | Acidente         | 11   |        |